# Lucinda Williams
Pour les articles homonymes, voir Williams.
Ne doit pas être confondu avec Lucinda Williams (athlétisme).
Lucinda Williams est une chanteuse américaine, née le 26 janvier 1953 à Lac Charles, en Louisiane. Sa musique est un mélange de blues, de folk et de musique country. Sa voix rocailleuse est tout autant au service de compositions originales que de chansons « traditionnelles ».

## Biographie
Lucinda Williams est la fille de Miller Williams (en), un professeur de littérature, un poète publié et un éditeur qui enseigna en Louisiane, dans le Mississippi, en Géorgie, en Arkansas et même à Mexico et à Santiago du Chili, et de Lucille Day, une concertiste et une pianiste, sa première épouse.
Elle fréquente pendant son enfance les écrivains amis de son père, notamment Eudora Welty et Flannery O'Connor chez laquelle elle courait après les paons lorsqu'elle avait cinq ans. En 1965, vers l'âge de douze ans, elle commence à jouer sur une guitare qu'un ami avait oubliée chez ses parents. Les premières chansons qu'elle interprète, selon une interview qu'elle avait donnée en 1989 au Washington Post, furent tirées des livres de chansons populaires que John et Alan Lomax avaient collectés. Les musiciens qui l'influençaient alors, étaient Bukka White, Robert Johnson, Neil Young et Peter, Paul and Mary, mais surtout Bob Dylan dont l'album « Highway 61 Revisited » venait de sortir quand elle commença à jouer de la guitare.
En 1969, elle est exclue de son lycée parce qu'elle avait refusé de prononcer le Serment d'allégeance. Soutenue par son père, elle eut recours aux services d'un avocat qui démontra que cette exclusion était anticonstitutionnelle.

« C'était en 1969, au moment de la crête du mouvement contre la guerre (du Vietnam), je me suis levée, mais je n'aurais pas prononcé le Serment d'allégeance. C'était seulement ma petite protestation silencieuse... Ceci se passait dans un lycée public du centre ville qui connaissait un tas de problèmes. Si un gosse noir et un gosse blanc se battaient, (seul) le noir était renvoyé, des choses de ce genre... »

Pendant le weekend du 19 septembre 2009 au 20 septembre 2009, elle épouse sur scène, imitant Johnny Cash lors de son second mariage, devant 1500 spectateurs et fans, au First Avenue, un club de musique de Minneapolis, Tom Overby qui était son partenaire depuis trois ans. Williams a été prise pour modèle par des musiciennes de la génération suivante, par exemple Katie Crutchfield (Waxahatchee).

## Discographie

### Albums studio
- 1979 - Ramblin' on My Mind (Folksways Records)
- 1980 - Happy Woman Blues
- 1988 - Lucinda Williams
- 1992 - Sweet Old World
- 1998 - Car Wheels on a Gravel Road[9]
- 2001 - Essence
- 2003 - World Without Tears
- 2007 - West
- 2008 - Little Honey
- 2011 - Blessed
- 2014 - Down Where the Spirit Meets the Bone
- 2016 - The Ghosts of Highway 20
- 2017 - This Sweet Old World
- 2020 - Good Souls Better Angels
- 2023 - Stories from a Rock n Roll Heart
- 2024 - Sings The Beatles From Abbey Road

### Projets collaboratifs
Charles Lloyd & The Marvels + Lucinda Williams
- 2018 - Vanished Gardens